# Masdevallia munae
Masdevallia munae är en orkidéart som beskrevs av Carlyle August Luer och R.Barrow. Masdevallia munae ingår i släktet Masdevallia och familjen orkidéer.
Artens utbredningsområde är Peru. Inga underarter finns listade i Catalogue of Life.